# コヴァー
コヴァー（英称:COVER）は、スイス・ソロトゥルンにある時計メーカーである。
1884年に時計学校として設立し、多くの時計職人を輩出した。1999年にCOVERとして設立された。
コヴァーの時計は品質の高さと伝統とモダンが融合したデザインのこだわりが特徴である。

## 代表モデル
- ELEVEN (イレブン) - コヴァーの創業地でもあるソロトゥルンのゆかりの数字「11」を表して、11本のネジをアクセントにデザインされている。そして11時の位置には「ELEVEN」の刻印がされている。コヴァーの希少モデルである。